# Markián Popov
Markián Mijáilovich Popov (en ruso: Маркиа́н Миха́йлович Попо́в; Ust-Medvediskaya, Imperio ruso; 15 de noviembre de 1902 – Moscú, Unión Soviética, 22 de abril de 1969) fue un líder militar soviético que combatió durante la Segunda Guerra Mundial en las filas del Ejército Rojo donde alcanzó el grado de general del ejército (1943). Después de la guerra fue galardonado con el título de Héroe de la Unión Soviética (1965).

## Biografía

### Infancia y juventud
Markian Popov nació en 1902 en la pequeña localidad rural de Ust-Medvediskaya en el óblast del Voisko del Don —en esa época situado en el Imperio ruso, actualmente la localidad forma parte de la ciudad de Serafimóvich ubicada en el óblast de Volgogrado en Rusia— en el seno de una familia rusa. Su padre era funcionario.
En el verano de 1918 trabajó como empleado del cuartel general local de la Guardia Roja de la ciudad de Novorzhev. En el otoño del mismo año, durante la reorganización de la Guardia Roja en unidades regulares del Ejército Rojo, dimitió. En mayo de 1920, se unió voluntariamente al Ejército Rojo y fue asignado al 242.º Regimiento de Fusileros del Volga de la 27.ª División de Fusileros. Participó en la guerra civil rusa y en la guerra soviético-polaca de 1920 donde resultó herido en batalla. En enero de 1921, después de recuperarse de sus heridas, fue nombrado instructor político de la sexta sección de compañía del Regimiento Territorial de Pskov en Novorzhev. 
En 1922 se graduó en el 74.º Curso de Mando de Infantería en Pskov. En octubre de 1922 fue asignado a la 11.ª División de Fusileros, donde ocupó diversos puestos de mando. De octubre de 1924 a octubre de 1925, asistió a los Cursos Avanzados de Fusilería y táctica para Oficiales del Estado Mayor General del Ejército Rojo —conocidos popularmente como cursos Vistrel—. En noviembre de 1929 ocupó el puesto de profesor de táctica en la Escuela de Infantería de Leningrado y estudiante de cursos para profesores en los Cursos de Fusilería y Perfeccionamiento Táctico para comandantes del Ejército Rojo. En enero de 1930 fue nombrado jefe de Estado Mayor del destacamento motorizado de la 11.ª División de Fusileros.

### Segunda Guerra Mundial
En junio de 1941 fue comandante del distrito militar de Leningrado, luego llamado Frente Norte (24 de junio – 5 de septiembre). Los alemanes avanzaron con una velocidad fabulosa, pero luego fueron detenidos justo antes de Leningrado. El 26 de agosto, el grupo del ejército fue rebautizado como el Frente de Lenigrado.
Luego participó en la contraofensiva de Zhúkov antes de partir a Moscú. Zhúkov, quién coordinó varios frentes en este sector de Moscú, trató de conseguir comandantes capaces en el área. Como por ejemplo, el 16.º Regimiento (Frente Oeste) bajo el mando del General Rokossovski, el comandante del 4.º Regimiento de Shock fue el general Yeriómenko, el 5.º Regimiento bajo el mando del general Góvorov. El 18 de diciembre Popov fue nombrado Comandante del 61.º Regimiento (Frente de Briansk) y luchó bien durante la contraofensiva.
Permaneció en ese cargo hasta el 28 de junio de 1942. Fue enviado al territorio de Stalingrado. Fue asistente de comandante del Frente de Stalingrado (bajo el mando de Yeriómenko, 13 de octubre– 20 de noviembre), luego fue comandante del 5.º Regimiento de Choque (8 de diciembre – 28 de diciembre). Participó en la operación Urano junto a Yeriómenko. El 26 de diciembre su ejército pasó a estar a cargo de Nikolái Vatutin, el frente suroccidental. En 1943 comandó primero un grupo mecanizado más grande, pero en febrero su unidad fue derrotada.
Luego fue nombrado comandante del Frente de Briansk (5 de junio– 10 de octubre de 1943), en el que participó en la Batalla de Kursk. Durante la batalla, el Frente de Briansk fue muy exitoso en rechazar de manera aplastante a los alemanes y fue capaz de capturar Oriol y Bryansk en agosto. Ascendió a General del Ejército (26 de agosto de 1943). Después de la Batalla de Kursk, fue enviado al norte, para liderar el Segundo Frente Báltico (20 de octubre de 1943– 23 de abril de 1944). Fue degradado a coronel general (20 de abril de 1944) debido a las denuncias de Lev Mejlis, quién era comisario del frente. Hasta al final de la guerra fue Jefe de Estado Mayor del Frente de Leningrado.

### Posguerra
Después de la guerra fue ascendido nuevamente a general del ejército (3 de agosto de 1953). De 1956 hasta 1962 fue Jefe del Estado Mayor de las fuerzas terrestres de la URSS.
Falleció el 22 de abril de 1969 en un fuego accidental.
Nunca se le dio el rango de mariscal de la Unión Soviética, a pesar de que el mariscal Aleksandr Golovánov  y el mariscal Aleksandr Vasilevski lo consideraron muy talentoso.

## Promociones
- Kombrig (14 de junio de 1938)
- Komdiv (25 de abril de 1939)
- Komkor (13 de agosto de 1939)
- Teniente general (4 de junio de 1940)
- Coronel general (23 de abril de 1943)
- General del Ejército (26 de agosto de 1943)
- Degradado a coronel general (20 de abril de 1944)
- General del Ejército (3 de agosto de 1953)[3]

## Condecoraciones

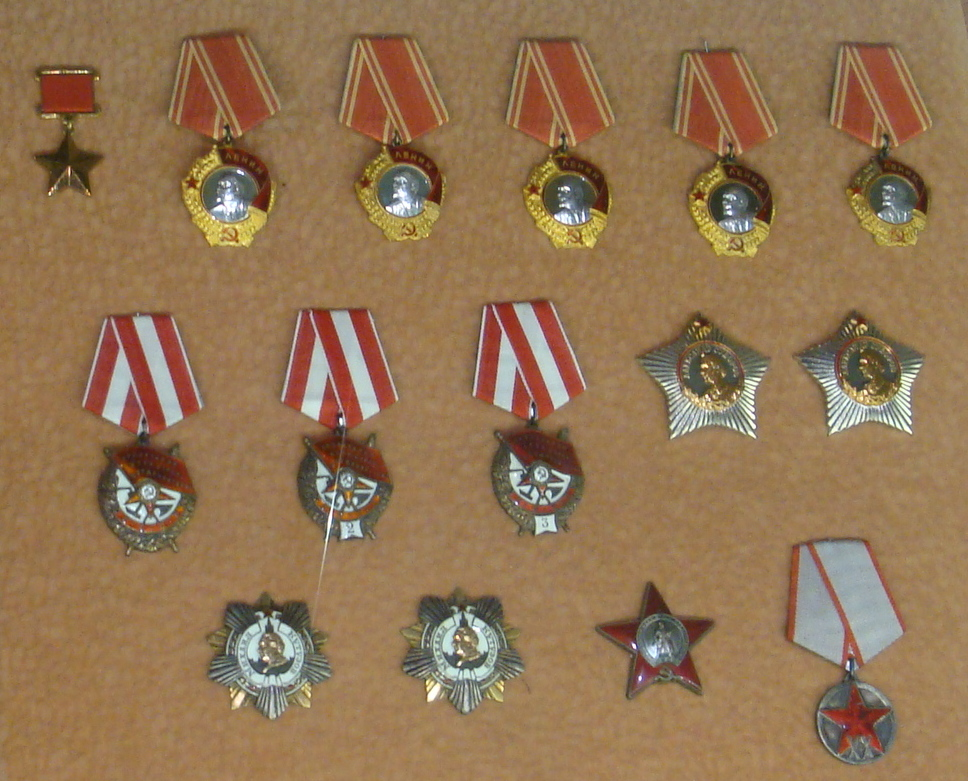
Algunas de las condecoraciones de Popov conservadas en el Museo Central de las Fuerzas Armadas de Moscú

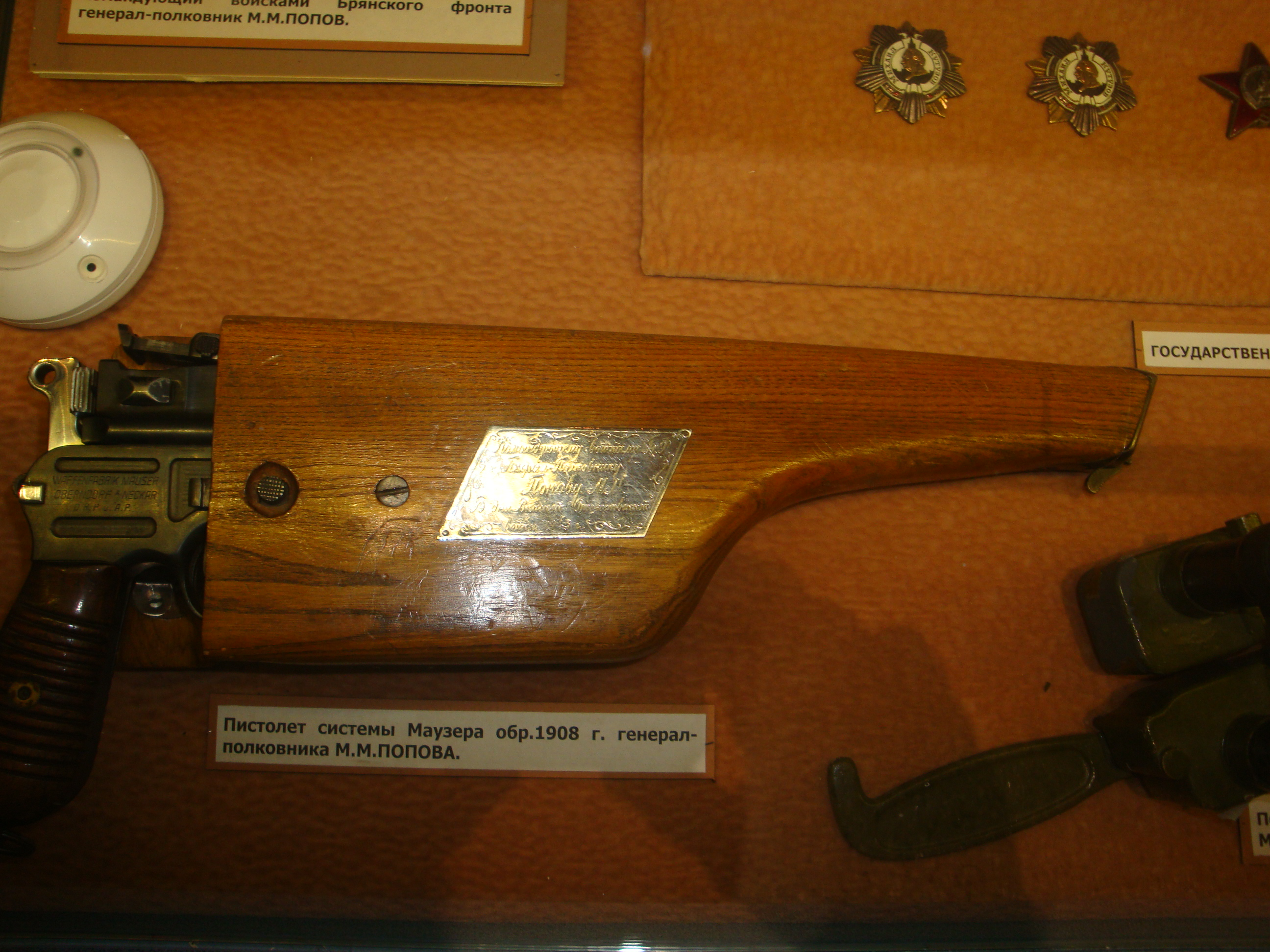
Pistola Mauser de Popov en el Museo Central de las Fuerzas Armadas de Moscú

Unión Soviética
|  | Héroe de la Unión Soviética (7 de mayo de 1965)                                                                                                |
|  | Orden de Lenin, cinco veces (22 de febrero de 1941, 30 de abril de 1945, 14 de noviembre de 1952, 16 de noviembre de 1962 y 7 de mayo de 1965) |
|  | Orden de la Bandera Roja, tres veces (5 de octubre de 1944, 3 de noviembre de 1944 y 2 de septiembre de 1950)                                  |
|  | Orden de Suvórov de 1.er grado, dos veces (28 de enero de 1943 y 27 de agosto de 1943)                                                         |
|  | Orden de Kutúzov de 1.er grado, dos veces (22 de junio de 1944 y 29 de junio de 1945)                                                          |
|  | Orden de la Estrella Roja (22 de febrero de 1968)                                                                                              |
|  | Medalla por la Defensa de Stalingrado (22 de diciembre de 1942)                                                                                |
|  | Medalla por la Defensa de Moscú (1 de mayo de 1944)                                                                                            |
|  | Medalla por la Defensa de Leningrado (22 de diciembre de 1942)                                                                                 |
|  | Medalla por la Defensa del Ártico Soviético (5 de diciembre de 1944)                                                                           |
|  | Medalla por la Conquista de Königsberg (9 de junio de 1945)                                                                                    |
|  | Medalla por la Victoria sobre Alemania en la Gran Guerra Patria 1941-1945 (9 de mayo de 1945)                                                  |
|  | Medalla Conmemorativa del 20.º Aniversario de la Victoria en la Gran Guerra Patria de 1941-1945 (7 de mayo de 1965)                            |
|  | Medalla del 20.º Aniversario del Ejército Rojo de Obreros y Campesinos (22 de febrero de 1938)                                                 |
|  | Medalla del 30.º Aniversario de las Fuerzas Armadas de la URSS (22 de febrero de 1948)                                                         |
|  | Medalla del 40.º Aniversario de las Fuerzas Armadas de la URSS (18 de diciembre de 1957)                                                       |
|  | Medalla del 50.º Aniversario de las Fuerzas Armadas de la URSS (22 de diciembre de 1967)                                                       |
|  | Medalla Conmemorativa del 250.º Aniversario de Leningrado (16 de mayo de 1957)                                                                 |

Otros países
|  | Medalla de la Amistad Chino-Soviética (China)                |
|  | Orden Militar del León Blanco de 2.do grado (Checoslovaquia) |
|  | Cruz de la Guerra de Checoslovaquia (Checoslovaquia)         |